# Caja Heimann
Caja Heimann (* 7. Dezember 1918 in Kopenhagen; † 12. August 1988 ebenda) war eine dänische Schauspielerin.

## Leben
Caja Heimann wuchs als Tochter des Geschäftsmannes Jacob Isidor Heimann (1884–1953) und dessen Frau Anna Kastberg (1887–1967) gemeinsam mit zwei älteren Schwestern und einem jüngeren Bruder in Kopenhagen auf, wo sie zeitlebens wohnte.
Nach ihrem Schulabschluss machte sie zunächst eine Ausbildung zur Bankkauffrau. Von 1939 bis 1942 absolvierte sie dann ihre Schauspielausbildung an der Eleveskole des Königlichen Theaters Kopenhagen, wo sie auch ihr Bühnendebüt als Darstellerin hatte und anschließend bis zum Jahr 1949 dort als festes Ensemblemitglied engagiert war. Als Bühnendarstellerin wirkte sie in zahlreichen Theaterstücken, Musicals, Operetten, Varieté-Shows und in Ballett-Aufführungen mit, so unter anderem auch am Aarhus Teater, am Odense Teater, am Folketeatret, am Aalborg-Theater oder am Theater Helsingør. In ihrer rund vier Jahrzehnte lang andauernden Karriere wirkte sie als Schauspielerin vor der Kamera von 1940 bis 1983 in mehr als 40 Film-und-Fernsehproduktionen mit. Im Jahr 1984 zog sie sich aus dem Rampenlicht zurück.
Heimann war in erster Ehe ab dem 12. Januar 1943 bis zum Jahr 1954 mit dem Schauspieler Louis Miehe-Renard verheiratet. Aus der Ehe gingen zwei Töchter und ein Sohn hervor, darunter die Schauspielerin Katja Miehe-Renard und der Schauspieler Pierre Miehe-Renard. In zweiter Ehe war sie von 1955 bis zu seinem Tod mit Bendt Ringsted (1904–1966) verheiratet. Diese Ehe blieb kinderlos. Heimann starb im August 1988 im Alter von 69 Jahren. Ihre Grabstätte befindet sich auf dem Vestre Kirkegård.

## Filmografie (Auswahl)
- 1940: Vagabunden
- 1956: Schabernack der Liebe
- 1964: Jungfernstreich
- 1966: Tugend läuft Amok (Dyden går amok)
- 1967: Der schmucke Arne und Rosa
- 1970: Rend mig i revolutionen
- 1975: Oh, diese Mieter! (Fernsehserie, 1 Folge)
- 1978: Ein Haus in der Provinz (Fernsehserie, 1 Folge)
- 1980: Attentat
- 1980: Dänemark ist geschlossen